# Rainer Radok
Jens Rainer Maria Radok (geboren  18. Februar 1920 in Königsberg in Preußen; gestorben 23. August 2004 in Bangkok) war ein australischer Mathematiker und Ozeanograf.

## Leben
Rainer Radok war ein Sohn des Fritz Radok (1883–1968) und der Gertrud Maeken (1891–1965), sein Großvater Elias Radok war als Ingenieur aus dem böhmischen Kaladey nach Preußen gezogen und wurde Vorstand der Union Gießerei Königsberg. Er hatte die Brüder Peter (1914–2012), der Textilingenieur wurde, Uwe Radok (1916–2009), der als Meteorologe bekannt wurde, und einen weiteren Bruder Jobst und die Schwester Gundula. Allen Familienmitgliedern gelang die Flucht aus dem nationalsozialistischen Deutschland nach England oder in die USA.
Rainer Radok begann 1938 ein Maschinenbaustudium an der Münchener Technischen Hochschule, im Juli 1939 emigrierte er zu seinen beiden älteren Brüdern Uwe und Jobst nach England, die drei wurden nach Kriegsausbruch in England als Enemy Alien interniert und sollten im Juni 1940 zusammen mit überwiegend italienischen Internierten und Kriegsgefangenen nach Kanada verlegt werden. Ihr Schiff Arandora Star wurde vom deutschen U-Boot U 47 im Atlantik versenkt, wobei mehr als 800 Personen starben, Radok und seine Brüder gehörten zu den Geretteten. Bereits kurze Zeit später wurden die Brüder Radok zusammen mit 2500 Personen an Bord des Truppentransporters Dunera nach Australien verschifft. In Australien wurde Radok bis Mai 1942 in Tatura interniert, wo der Mithäftling Felix Behrend einen Mathematikunterricht organisierte.
Radok trat 1942 in die Australian Army ein und heiratete 1944 die 1918 in Melbourne geborene Evelyn Twaithes. Sie haben zwei Töchter, die Ehe wurde 1968 geschieden. Radok war dann noch mit der 1913 geborenen Ballerina und Ballettmanagerin Zora Šemberová liiert, die 1968 aus der Tschechoslowakei nach Australien emigriert war.
Radok studierte neben dem Armeedienst an der Universität Melbourne, an der er 1944 einen B.A. machte und 1945 einen M.A. Nach Kriegsende wurde er als Mathematiker in der australischen Luftfahrtforschung beschäftigt. Ab 1949 forschte er am College of Aeronautics in Cranfield in England und wurde 1955 mit der Dissertation Die Stabilität der versteiften Platten und Schalen als Maschinenbauer an der Technischen Hochschule München promoviert. Radok übersetzte Schriften des georgischen Mathematikers Nikolos Muschelischwili ins Englische sowie weitere mathematische Werke, die er auch herausgab.
Radok ging 1954 als Assistenzprofessor in die USA an die Brown University zu William Prager, arbeitete ab 1956 zwei Jahre beim Ölunternehmen Shell und war von 1958 bis 1961 Professor für Mechanik am Brooklyn Polytechnic Institute in New York. Ab 1962 war er Reader an der University of Adelaide, ab 1966 Professor für angewandte Mathematik an der Flinders University und spezialisierte sich auf Fragestellungen der Ozeanologie. Von ihm stammt ein erster umfassender Tidenkalender Australiens. Mit Renfrey Potts gründete er die australische Applied Mathematics Conference.
Von 1981 bis 1985 lehrte er als Professor für Mathematik am Asian Institute of Technology bei Bangkok. Er beschloss dann, in Thailand wohnen zu bleiben. Er nahm noch Lehraufträge an der Silpakorn-Universität und der Mahidol-Universität wahr und befasste sich mit der Geschichte seiner Familie.

## Schriften (Auswahl)
- Die Stabilität der versteiften Platten und Schalen. Groningen : Noordhoff, 1955 München, T. H., F. f. Maschinenw. u. Elektrotechnik, Diss. v. 1. Dez. 1956
- N. J. Muskhelishvili: Some basic problems of the mathematical theory of elasticity : fundamental equations, plane theory of elasticity, torsion, and bending. Übersetzung aus dem Russischen J. R. M. Radok. Groningen : P. Noordhoff, 1953
- Josip Plemelj: Problems in the sense of Riemann and Klein. Übersetzung J. R. M. Radok. New York : Interscience Publishers, 1964
- A S Monin: Earth's rotation and climate. Übersetzung aus dem Russischen R. Radok. Delhi : Radok-Radhakrishna, 1974
- Australia's coast : an environmental atlas guide with base-lines. Adelaide : Rigby, 1976
- A profile of Horace Lamb. Adelaide : James Cook University of North Queensland, 1980
- Capes and captains. A comprehensive study of the Australian coast. Chipping Norton : S. Beatty, 1990 ISBN 978-0-949324-28-3
- Lectures in Numerical Analysis, Mahidol University
- Survival. Bangkok : The author, 1992
  - Von Königsberg nach Melbourne. Vertreibung aus Ostpreußen im Dritten Reich. Bearb. und hrsg. von Ronny Kabus. Lüneburg : Nordostdt. Kulturwerk: 1998 ISBN 3-932267-15-X